# Ibiapina (ort)
Ibiapina är en ort i Brasilien.   Den ligger i kommunen Ibiapina och delstaten Ceará, i den östra delen av landet, 1 500 km nordost om huvudstaden Brasília. Ibiapina ligger 897 meter över havet och antalet invånare är 9 205.
Terrängen runt Ibiapina är varierad. Närmaste större samhälle är Ubajara, 8,4 km norr om Ibiapina.
Omgivningarna runt Ibiapina är huvudsakligen savann. Runt Ibiapina är det ganska tätbefolkat, med 100 invånare per kvadratkilometer.